# Cepheus ramosus
Cepheus ramosus är en kvalsterart som först beskrevs av Thor 1912.  Cepheus ramosus ingår i släktet Cepheus och familjen Cepheidae. Inga underarter finns listade i Catalogue of Life.